# Limnophila (Limnophila) kaieturana
Limnophila (Limnophila) kaieturana is een tweevleugelige uit de familie steltmuggen (Limoniidae). De soort komt voor in het Neotropisch gebied.